# Giuseppe Schillaci
Giuseppe Schillaci (Adrano, 8 gennaio 1958) è un vescovo cattolico italiano, dal 23 aprile 2022 vescovo di Nicosia.

## Biografia
Nasce ad Adrano, in provincia e arcidiocesi di Catania, l'8 gennaio 1958.

### Formazione e ministero sacerdotale
Dopo aver intrapreso gli studi filosofici presso l'Università degli Studi di Catania, si sposta a Roma, conseguendo la laurea in filosofia presso la Pontificia Università Gregoriana. Sempre a Roma, inizia il percorso formativo nel Pontificio Seminario Francese.
Il 28 dicembre 1986 è ordinato diacono, mentre il 4 luglio 1987 è ordinato presbitero per l'arcidiocesi di Catania dall'arcivescovo Domenico Picchinenna.
Ritorna ad Adrano, dove svolge le mansioni di viceparroco e poi di parroco tra il 1988 e il 1992. Nel 1994 viene nominato vicerettore del seminario e svolge tale mansione fino al 1998, quando diventa padre spirituale del seminario, carica che ricopre fino al 2005.
Inoltre è vicario episcopale per la cultura dal 1999 al 2006 e vicepreside dello Studio teologico San Paolo di Catania dal 1999 al 2007.
Nel 2006 diventa cappellano di Sua Santità. Dal 2008 fino alla sua nomina a vescovo ricopre la carica di rettore del Seminario arcivescovile di Catania.

### Ministero episcopale
Il 3 maggio 2019 papa Francesco lo nomina vescovo di Lamezia Terme; succede a Luigi Antonio Cantafora, dimessosi per raggiunti limiti di età. Il 6 luglio successivo riceve l'ordinazione episcopale, all'esterno della cattedrale di Lamezia Terme, dall'arcivescovo di Catania Salvatore Gristina, co-consacranti il vescovo Luigi Antonio Cantafora e l'arcivescovo di Catanzaro-Squillace Vincenzo Bertolone. Durante la stessa celebrazione prende possesso della diocesi.
Il 4 ottobre 2021 è nominato segretario della Conferenza episcopale calabra per il quinquennio 2021-2026; succede al vescovo Luigi Renzo.
Il 23 aprile 2022 lo stesso papa lo trasferisce alla sede vescovile di Nicosia; succede a Salvatore Muratore, dimessosi per raggiunti limiti di età. L'11 giugno successivo prende possesso della diocesi.
In seno alla Conferenza episcopale siciliana è vescovo delegato per l'Educazione cattolica, la Scuola e l'Università.

## Genealogia episcopale
La genealogia episcopale è:
- Cardinale Scipione Rebiba
- Cardinale Giulio Antonio Santori
- Cardinale Girolamo Bernerio, O.P.
- Arcivescovo Galeazzo Sanvitale
- Cardinale Ludovico Ludovisi
- Cardinale Luigi Caetani
- Cardinale Ulderico Carpegna
- Cardinale Paluzzo Paluzzi Altieri degli Albertoni
- Papa Benedetto XIII
- Papa Benedetto XIV
- Papa Clemente XIII
- Cardinale Marcantonio Colonna
- Cardinale Giacinto Sigismondo Gerdil, B.
- Cardinale Giulio Maria della Somaglia
- Cardinale Carlo Odescalchi, S.I.
- Cardinale Costantino Patrizi Naro
- Cardinale Lucido Maria Parocchi
- Papa Pio X
- Cardinale Gaetano De Lai
- Cardinale Raffaele Carlo Rossi, O.C.D.
- Cardinale Amleto Giovanni Cicognani
- Cardinale Salvatore Pappalardo
- Arcivescovo Salvatore Gristina
- Vescovo Giuseppe Schillaci